# Picea glehnii
Picea glehnii är en art av tall som förekommer naturligt i Japan och södra Sakhalin i östligaste Ryssland. Arten beskrevs av Friedrich Schmidt och fick sitt nu gällande namn av Maxwell Tylden Masters. Picea glehnii ingår i släktet granar, och familjen tallväxter. IUCN kategoriserar arten globalt som livskraftig. Inga underarter finns listade i Catalogue of Life.

## Bildgalleri

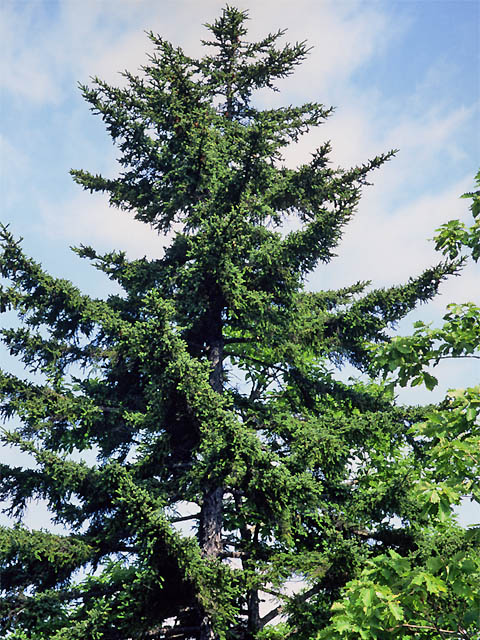
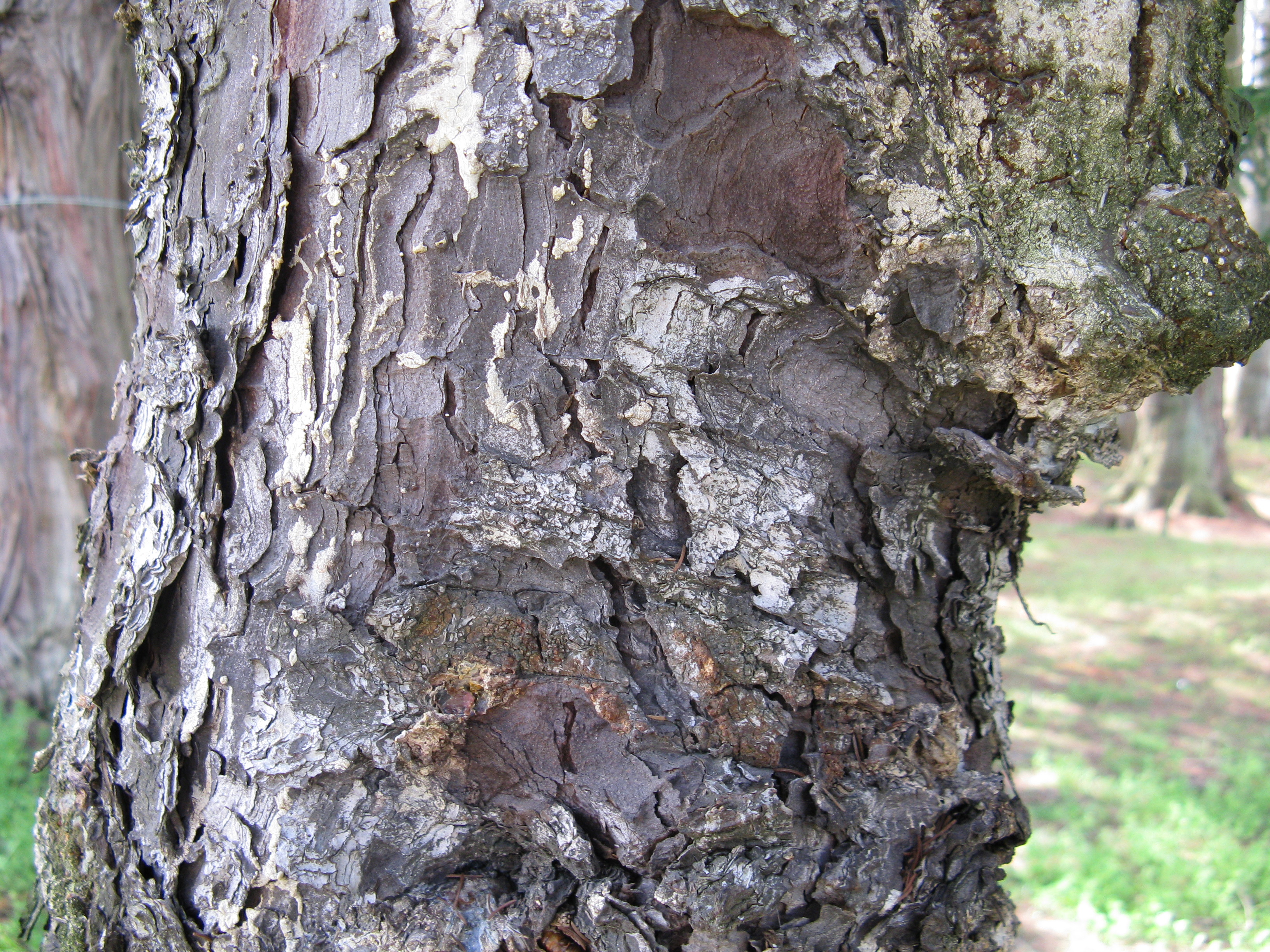
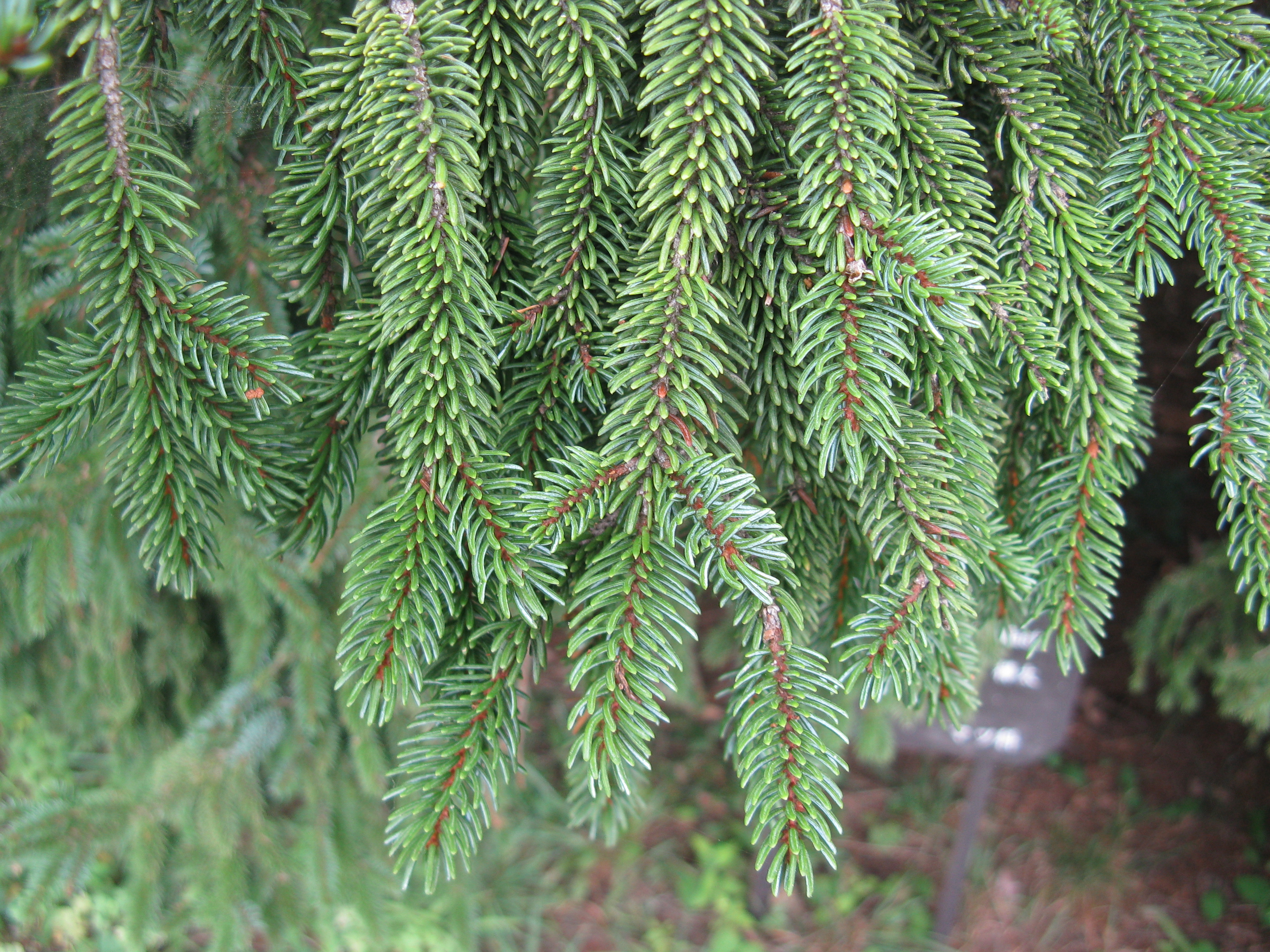